# تشارلز إينمان
تشارلز إينمان هو سياسي أمريكي، ولد في 1810 في مقاطعة كوك في الولايات المتحدة، وتوفي في 9 أبريل 1899 في مقاطعة سيفير في الولايات المتحدة. نشط حزبياً في الحزب الجمهوري. وقد انتخب عضو مجلس نواب تينيسي ‏.